# کارمن ده بولیوار
کارمن ده بولیوار (به اسپانیایی: El Carmen de Bolívar) یک سکونتگاه مسکونی در کلمبیا است که در بخش بولیوار، کلمبیا واقع شده‌است.

## خصوصیات
کارمن ده بولیوار ۹۵۴ کیلومترمربع مساحت و ۶۷٬۹۵۲ نفر جمعیت دارد و ۱۹۷ متر بالاتر از سطح دریا واقع شده‌است.